# Arisbé
Arisbé (latinsky Arisbe) je v řecké mytologii dcera věštce Meropa.
Její sestrou byla Kleité, manželka krále Dolionů Kyzika. Právě v den její svatby se stalo neštěstí – Argonauti, kteří ten den z jejich ostrova odpluli, byli bouří a větrem zahnáni zpět k jeho břehům. V noční tmě se pustili netušíc do boje s Doliony, mnohé z nich pobili a krále Kyzika zabil sám Iásón svým šípem. Když za ranního rozbřesku zjistili, že bojovali se svými přáteli, nastalo veliké truchlení. Králova novomanželka Kleité žalem zešílela
a oběsila se.
Arisbé se později stala první manželkou trojského krále Priama a porodila mu syna Aisaka. Ten měl věštecké vlohy po svém dědovi, předpověděl, že Paris se stane příčinou zkázy Tróje, jeho varování však nebylo vyslyšeno.
Král Priamos se oženil podruhé s Hekabou, která mu dala 19 synů (dohromady i od jiných žen měl král všech synů padesát), nejznámější z nich jsou Hektór a Paris.